# Sven Butenschön
Sven Butenschön (* 22. März 1976 in Itzehoe) ist ein ehemaliger deutsch-kanadischer Eishockeyspieler und derzeitiger -trainer, der im Verlauf seiner aktiven Karriere zwischen 1993 und 2013 unter anderem 144 Spiele für die Pittsburgh Penguins, Edmonton Oilers, New York Islanders und Vancouver Canucks in der National Hockey League sowie 430 weitere für die Adler Mannheim und Nürnberg Ice Tigers in der Deutschen Eishockey Liga auf der Position des Verteidigers bestritten hat. Zwischen 2008 und 2010 gehörte Butenschön zum Kader der deutschen Nationalmannschaft, mit der er neben zwei Weltmeisterschaften an den Olympischen Winterspielen 2010 im kanadischen Vancouver teilnahm. Seit Sommer 2016 ist er Cheftrainer der Eishockeymannschaft der University of British Columbia.

## Karriere

### Spielerlaufbahn
Butenschön wurde in Itzehoe geboren, zog jedoch im Alter von zwei Jahren mit seinen Eltern nach Kanada. Da er neben der deutschen auch die kanadische Staatsbürgerschaft besitzt, musste er nach den Regeln der Internationalen Eishockey-Föderation IIHF mindestens zwei Jahre in Deutschland gespielt haben, bis der Verteidiger 2008 erstmals in die deutsche Nationalmannschaft berufen werden durfte.
Seine ersten Jahre im professionellen Eishockey verbrachte Butenschön von 1993 bis 1996 bei den Brandon Wheat Kings in der Western Hockey League. Anschließend spielte der Linksschütze eine Saison bei den Cleveland Lumberjacks in der International Hockey League. Beim NHL Entry Draft 1994 war Butenschön in der dritten Runde an 57. Stelle von den Pittsburgh Penguins gewählt worden und absolvierte schließlich in der Saison 1997/98 seine ersten acht Einsätze in der National Hockey League. Bis 2001 spielte der Abwehrspieler für die Penguins und deren Farmteams Syracuse Crunch (AHL), Houston Aeros (IHL) sowie von 1999 bis 2001 für die Wilkes-Barre Penguins aus der AHL. In der Minor League galt der Deutsch-Kanadier als einer der besten Verteidiger und wurde ins All-Star-Game der Liga berufen. Während der Saison 2000/01 wechselte Butenschön zu den Edmonton Oilers, hier bestritt der Abwehrspieler sieben NHL-Einsätze, ehe er wieder für ein Farmteam, diesmal die Hamilton Bulldogs, auflief. 2002 wechselte der Linksschütze zu den New York Islanders, die Lockout-Saison 2004/05 verbrachte er in Deutschland bei den Adler Mannheim. Nach einer weiteren Saison in der NHL, diesmal bei den Vancouver Canucks, kehrte der Verteidiger Saison 2006/07 nach Mannheim zurück, wo er einen später bis 2011 verlängerten Vertrag unterschrieb und mit den Adlern den Deutschen Eishockey-Pokal und die Meisterschaft gewann. Im Mai 2011 wurde der Verteidiger von den Nürnberg Ice Tigers verpflichtet. Sein Vertrag dort endete 2013.

#### International
Butenschön gab im November 2008 sein Debüt in der deutschen Nationalmannschaft, nahm am Deutschland Cup 2008, den Weltmeisterschaften 2009 und 2010 sowie den Olympischen Winterspielen 2010 teil.

### Trainerlaufbahn
Butenschön arbeitete nach dem Ende seiner Spielerkarriere von 2013 bis 2015 als Trainer für „Leslie Global Sports“, der Firma von Bob Leslie. Dort war er bei Eishockeycamps unter anderem für die Schulung von Verteidigern zuständig.
In der Saison 2015/16 war Butenschön Assistenztrainer der Eishockeymannschaft an der University of British Columbia und wurde Mitte September 2016 zum Cheftrainer befördert. 2018 und 2024 wurde er als Trainer des Jahres in der Hochschulliga Canada West ausgezeichnet.

## Erfolge und Auszeichnungen
Als Spieler
| - 1996 President’s-Cup-Gewinn mit den Brandon Wheat Kings - 1999 Turner-Cup-Gewinn mit den Houston Aeros - 2002 Teilnahme am AHL All-Star Classic - 2005 Deutscher Vizemeister mit den Adler Mannheim | - 2006 Teilnahme am AHL All-Star Classic - 2007 Deutscher Meister mit den Adler Mannheim - 2009 Teilnahme am DEL All-Star Game (kurzfristige Absage) |

Als Trainer
- Canada West Trainer des Jahres 2018, 2024

## Karrierestatistik

### International
Vertrat Deutschland bei:
- Qualifikationsturnier für die Olympischen Winterspiele 2010
- Weltmeisterschaft 2009
- Olympischen Winterspielen 2010
- Weltmeisterschaft 2010

(Legende zur Spielerstatistik: Sp oder GP = absolvierte Spiele; T oder G = erzielte Tore; V oder A = erzielte Assists; Pkt oder Pts = erzielte Scorerpunkte; SM oder PIM = erhaltene Strafminuten; +/− = Plus/Minus-Bilanz; PP = erzielte Überzahltore; SH = erzielte Unterzahltore; GW = erzielte Siegtore; 1 Play-downs/Relegation; Kursiv: Statistik nicht vollständig)